# Ultra petita
Ultra petita é uma expressão latina (citra: além de; petita: pedido) bastante usada no Direito.

## No Brasil

### Processo civil
No direito processual civil brasileiro, as decisões ultra petita se limitam ao aspecto quantitativo do pedido em si, inexistindo a decisão ultra petita quanto à causa de pedir. Desta forma, define-se, nesta seara, a decisão ultra petita como aquela que entrega uma tutela jurisdicional idônea, mas extrapola a quantidade do que fora pedido. Trata-se de um vício, que acarreta na nulidade relativa daquilo que ultrapassou o limite.
Inexiste o vício caso o pedido seja genérico. Caso haja divergência do bem da vida pretendido, será caso de decisão extra petita.
Esta nulidade é impugnável por meio de apelação, sendo autorizado o manejo da ação rescisória após o trânsito em julgado, apenas afetando, em ambos os casos, o quantitativo anulável.

### Processo penal
No direito processual penal, em razão da vinculação do juízo aos fatos, a decisão ultra petita é definida como aquela que condena além do que fora acusado na petição inicial, seja ela uma denúncia ou na queixa-crime, repercutindo em nulidade absoluta..